# Exorista rossica
Exorista rossica là một loài ruồi trong họ Tachinidae.